# A Man and His Music
A Mand and HIs Music est un album de Frank Sinatra sorti en 1965.

## Liste des titres

### Disque 1
| No  | Titre                                     | Durée |
| --- | ----------------------------------------- | ----- |
| 1.  | Put Your Dreams Away                      | 3:10  |
| 2.  | All Or Nothing At All                     | 4:25  |
| 3.  | I'll Never Smile Again                    | 2:48  |
| 4.  | There Are Such Things                     | 2:56  |
| 5.  | I'll Be Seeing You                        | 3:05  |
| 6.  | The One I Love Belongs To Somebody Else   | 3:20  |
| 7.  | Polka Dots And Moonbeams                  | 4:32  |
| 8.  | Night And Day                             | 4:24  |
| 9.  | Oh, What It Seemed To Be                  | 2:28  |
| 10. | Soliloquy                                 | 8:04  |
| 11. | Nancy                                     | 4:29  |
| 12. | The House I Live In                       | 4:42  |
| 13. | From Here To Eternity (Extract From Film) | 2:46  |

### Disque 2
| No  | Titre                                                 | Durée |
| --- | ----------------------------------------------------- | ----- |
| 1.  | Come Fly With Me                                      | 2:11  |
| 2.  | How Little We Know                                    | 2:15  |
| 3.  | Learnin' The Blues                                    | 2:29  |
| 4.  | In The Wee Small Hours Of The Morning                 | 2:40  |
| 5.  | Young At Heart                                        | 3:16  |
| 6.  | Witchcraft                                            | 2:42  |
| 7.  | All The Way                                           | 3:54  |
| 8.  | Love And Marriage                                     | 1:29  |
| 9.  | I've Got You Under Skin                               | 3:30  |
| 10. | Ring-A-Ding-Ding                                      | 1:08  |
| 11. | The Second Time Around                                | 2:13  |
| 12. | The Summit (Comedy Routine)                           | 5:14  |
| 13. | The Oldest Established (Permanent Floating Crap Game) | 2:08  |
| 14. | Luck Be A Lady                                        | 2:26  |
| 15. | Call Me Irresponsible                                 | 2:46  |
| 16. | Fly Me To The Moon                                    | 2:28  |
| 17. | Softly, As I Leave You                                | 3:00  |
| 18. | My Kind Of Town                                       | 2:35  |
| 19. | The September Of My Years                             | 3:21  |

## Récompenses
- L'album remporte le Grammy de l'album de l'année en 1967[2].